# 史密森尼学会大楼
史密森尼学会总部大楼（英語：Smithsonian Institution Building）是美国史密森尼学会总部办公大楼，位于美国华盛顿特区国家广场南侧，邻近国立非洲艺术博物馆和塞克勒画廊。该建筑采用深红色砂岩为外墙的罗曼式建筑风格，也被熟悉它的人们称作古堡。1965年，这座大楼被列入美国国家历史名胜 。

## 历史
古堡是史密森尼学会拥有的第一座建筑，其设计师为小詹姆斯·倫威克。筹建委员会在1846年征集了多个建筑设计方案，伦威克的方案获得绝对多数支持。他当时的获胜设计方案的纸板模型现仍保存展示在古堡内。伦威克延请罗伯特·米尔斯参与了该建筑的部分内部设计。

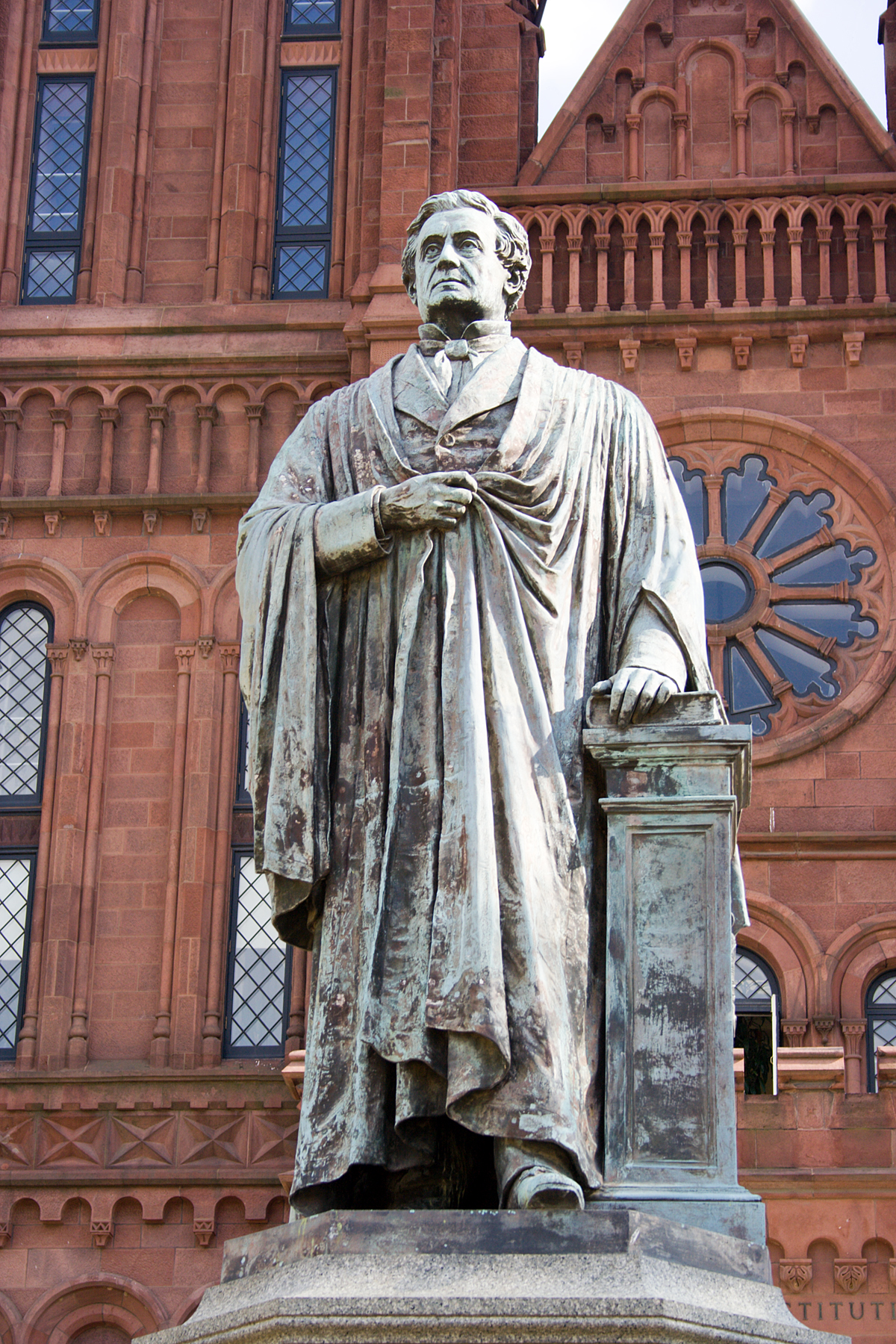
大楼前面的首任会长約瑟·亨利雕像

最初设计师计划用白色大理石建造，后改为黄色砂岩，但最终设计师和筹建委员会决定采用马里兰州蒙哥马利县塞内卡采石场采掘的深红色砂岩作为建筑主材。主要原因在于砂岩成本低于花岗岩和大理石。尽管砂岩便宜而且便于施工，但日晒雨淋对外墙的腐蚀会比较严重。有证据显示，古堡所使用的石材在采掘过程中曾用过奴隶，但尚无证据表明大楼的建设过程中用奴隶的参与。
筹建委员会委托吉尔伯特·卡梅隆为总承建商，并于1847年开始建造工程。大楼东翼完工于1849年，并由学会首任会长约瑟·亨利及家人使用。此后不久，大楼西翼也与同年竣工。1850年，大楼部分结构发生坍塌，导致委员会对建筑质量产生疑虑，并对防火工程做出了变更。大楼外立面工程竣工于1852年，同时伦威克结束了他的工作，不再参与后期建设。卡梅隆继续承建大楼的内部施工，并于1855年完工。
尽管大楼的消防设施有过升级改进，但1865年的一场火灾还是严重损害了大楼上部的建筑，并烧毁了詹姆斯·史密森的书信函、亨利的文稿、约翰米克斯史坦利的两百幅关于美国印第安人的油画、评议员的房间、演讲厅以及弗吉尼亚亚历山德里亚和南卡州博福特的图书馆收藏的南北战争中联邦军收集的珍贵文书资料。随后的两年间，华盛顿本地的建筑师阿道夫·克鲁斯主持了灾后的修复工作。1883年，克鲁斯不仅设计了邻近的艺术及工业大楼，也再次改造了学会大楼，并增建了东翼的第三、四层以及西翼的第三层。1895年，大楼内安装了电灯。
在1900年前后，大堂的木地板被替换成了水磨石，并在南入口附近增设了一个儿童博物馆。此后，“古堡”与艺术及工业大楼之间建造了一条地下通道。1968年至1970年期间，大楼进行了大规模改造，增加了许多现代化电器设备、电梯、暖气、通风装置和空调系统。1987年，艾尼德·豪普特花园以及面朝独立大道的伦威克大门被捐赠给史密森尼学会，后者也是塞内卡红砂岩建筑，曾经是华盛顿特区监狱的一部分
。

## 建筑物介绍

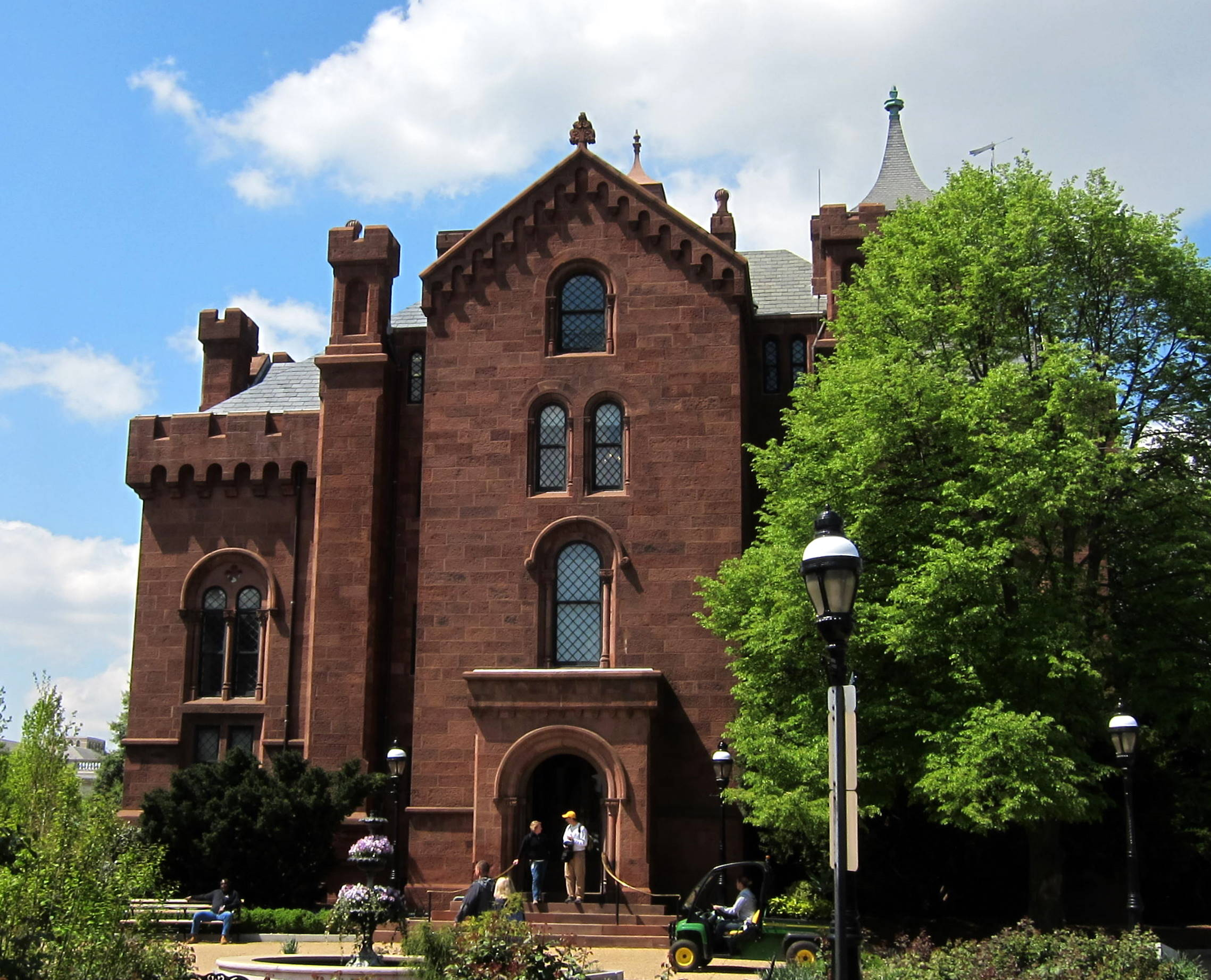
大楼东部入口

伦威克吸收了乔治·摩勒的建筑理念，设想将学会总部设计成为国家广场上引人注目的重要建筑。他最初打算参考本杰明·亨利·拉特罗贝在美国国会大厦中大量使用的雕塑装饰，但最终他仍然使用了传统的建筑式样。
大楼为哥特复兴式建筑与罗曼式建筑风格的结合，继承了英格兰的学院哥特式建筑的特征，体现了浓厚的学术气息。大楼正面选用的石材为产自马里兰州的塞内卡采石场的红色砂岩，这与华盛顿特区内大多数的花岗岩、大理石及黄色砂岩的建筑有着明显的区别。

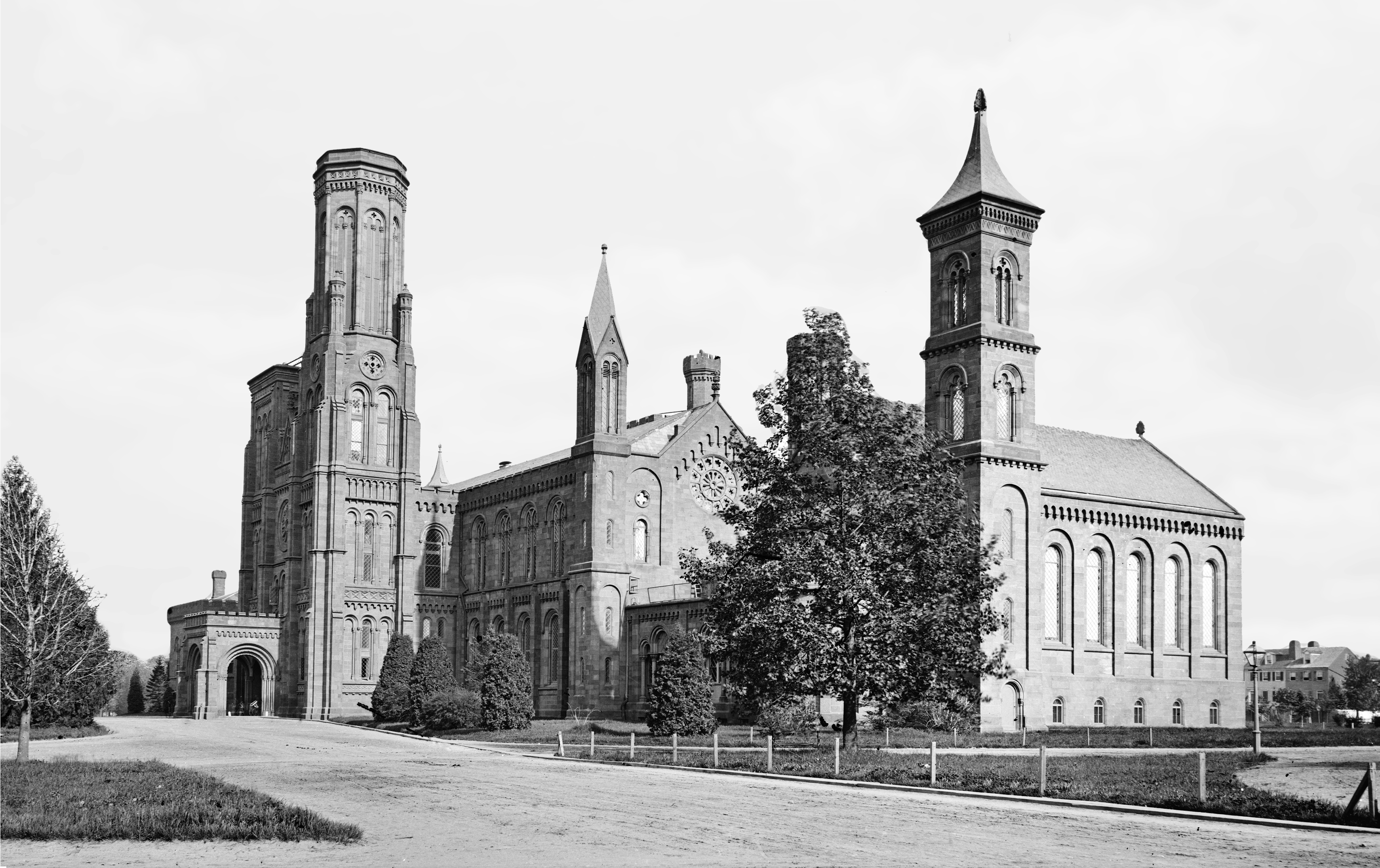
1870年的大楼照片

大楼包括一个中央主楼、两个延伸部分及两个侧翼裙楼。中央主楼包括了正面入口以及博物馆区域（现称“大会堂”），并有地下室及上部的大型演讲厅。二楼的两个展览厅用于陈列工具及艺术品。这一区域目前被用于访客信息中心及会员接待区。东楼一层为实验室，二层为研究室。东翼一层为仓储间，二层为史密森尼学会会长的私人居所。这一区域目前被用于行政办公室及档案馆。西楼仅有一层，现为阅览室。西翼是一个小教堂，也被用作图书馆。到西翼和西楼参观的访客并不多，相对比较僻静。
从外部来看，大楼主塔位于南边，高91英尺（28），面积为37英尺（11）。北面有两座塔楼，其中较高的一座高145英尺（44）。大楼东北角上还有一座钟楼，高117英尺（36），面积为17英尺（5.2）。

## 使用现状
史密森尼学会的主要办公机构都位于该大楼内。该学会的接待中心也在此处，其中有不少互动式的展示品和地图。电脑设备可以自动答复许多常见问题。学会赞助人詹姆斯·史密森的墓穴也位于大楼北部入口的地下室中。

## 图片

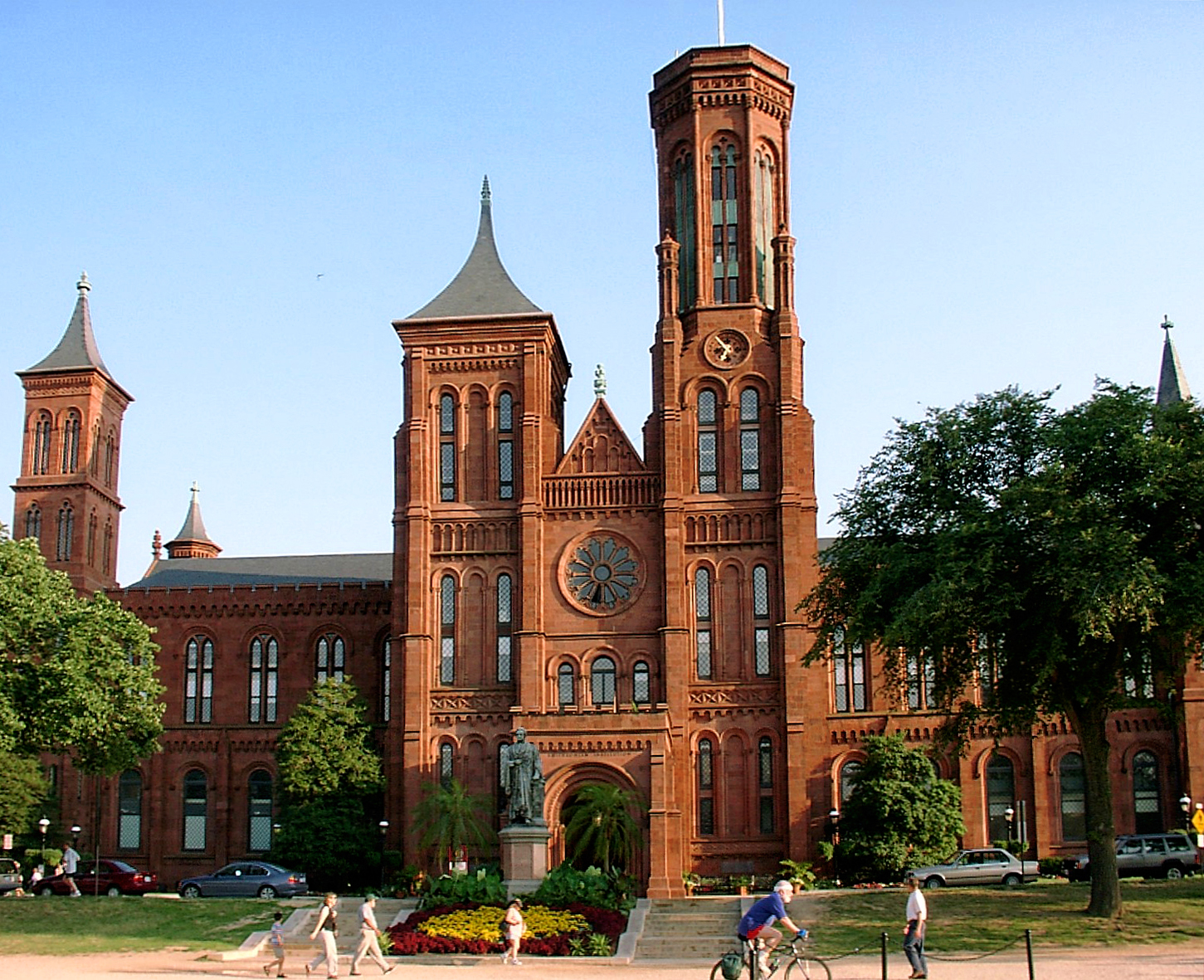
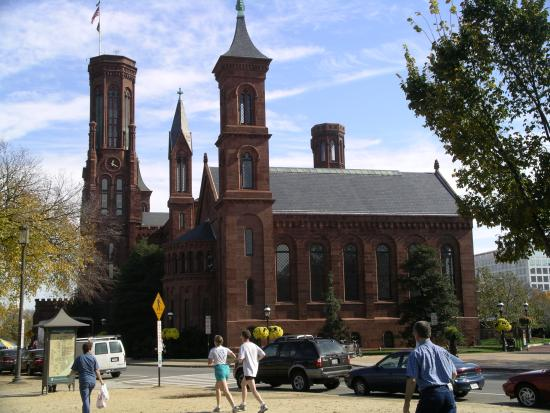
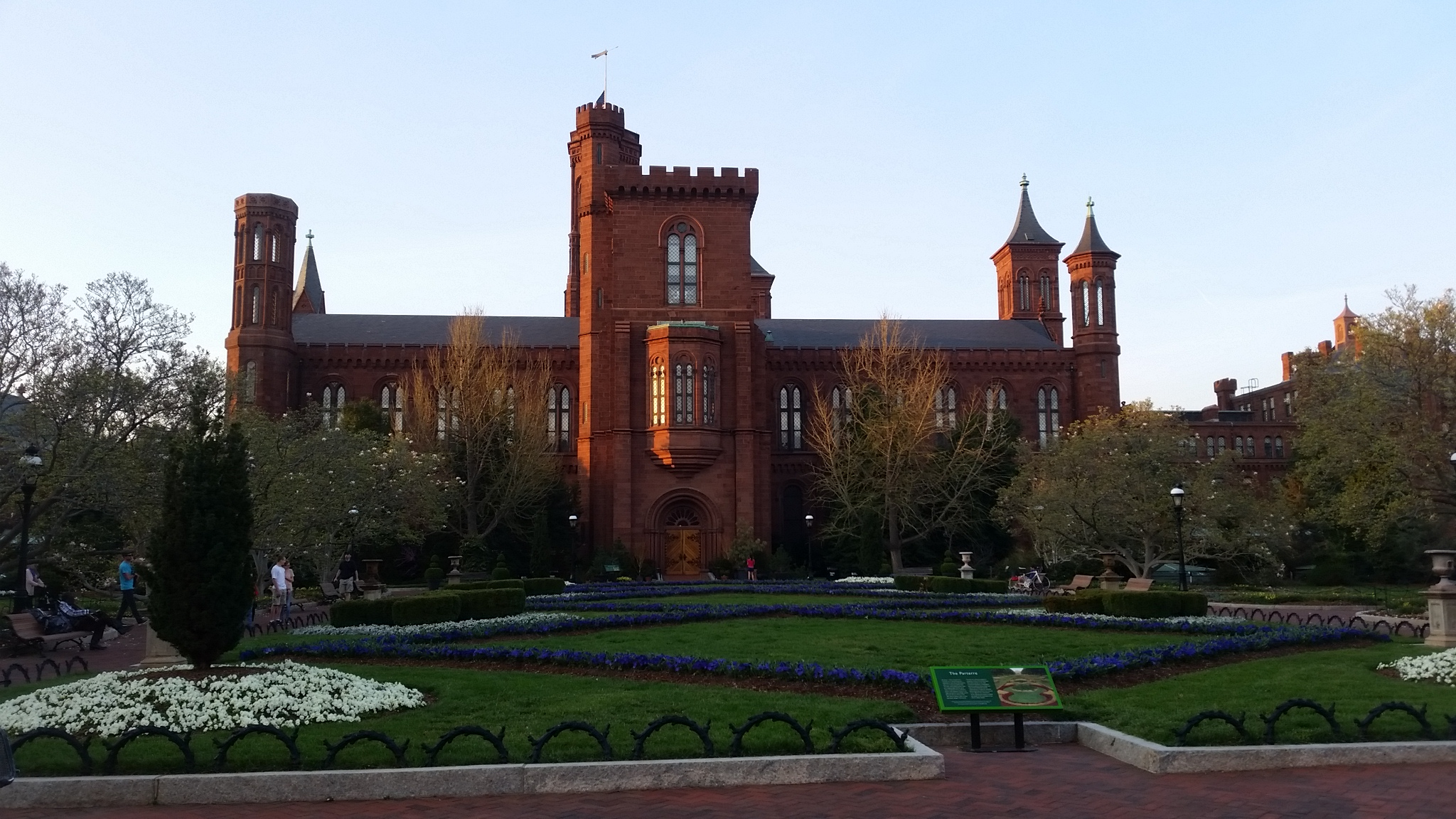
学会大楼与艾尼德·豪普特花园（摄于2016年3月）
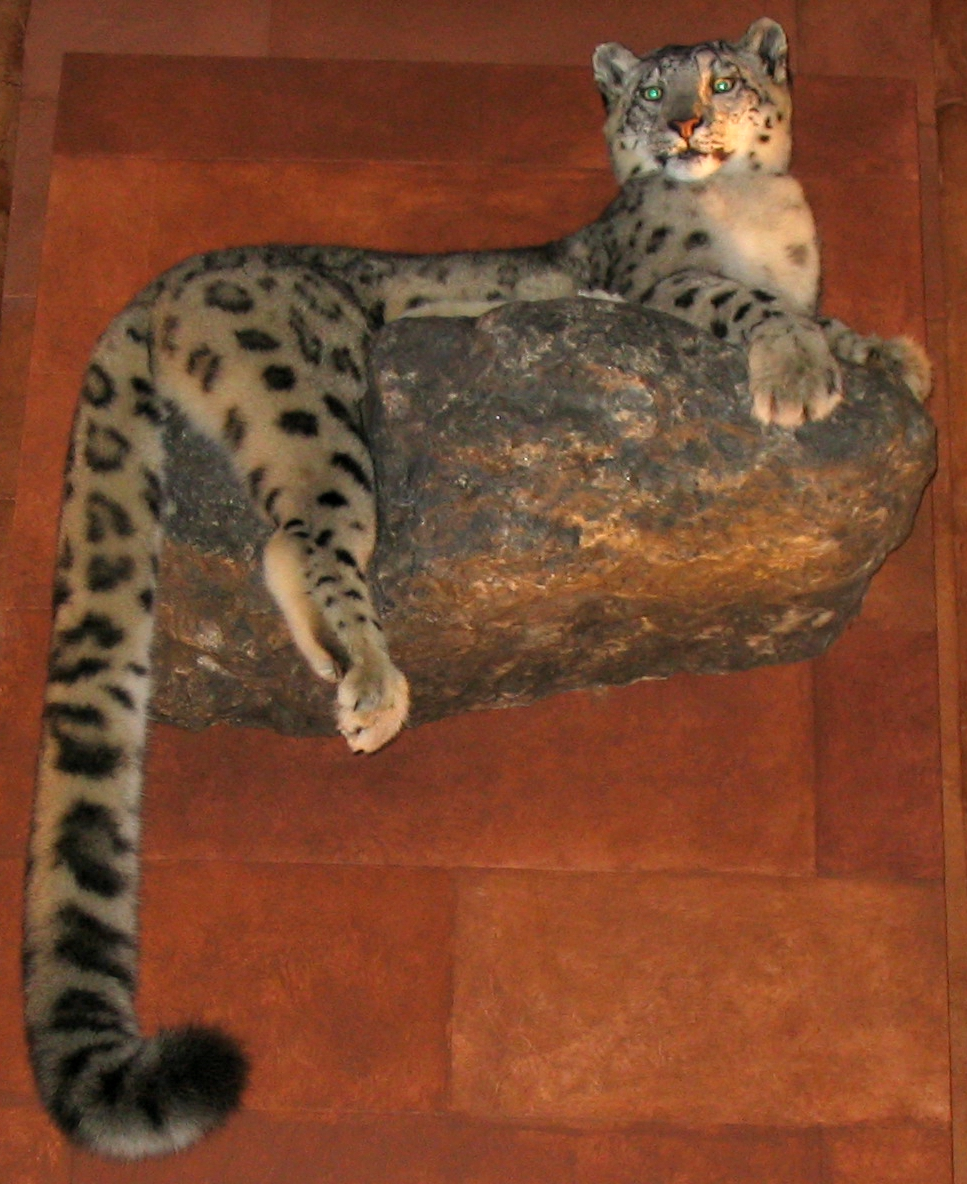
展示的雪豹标本
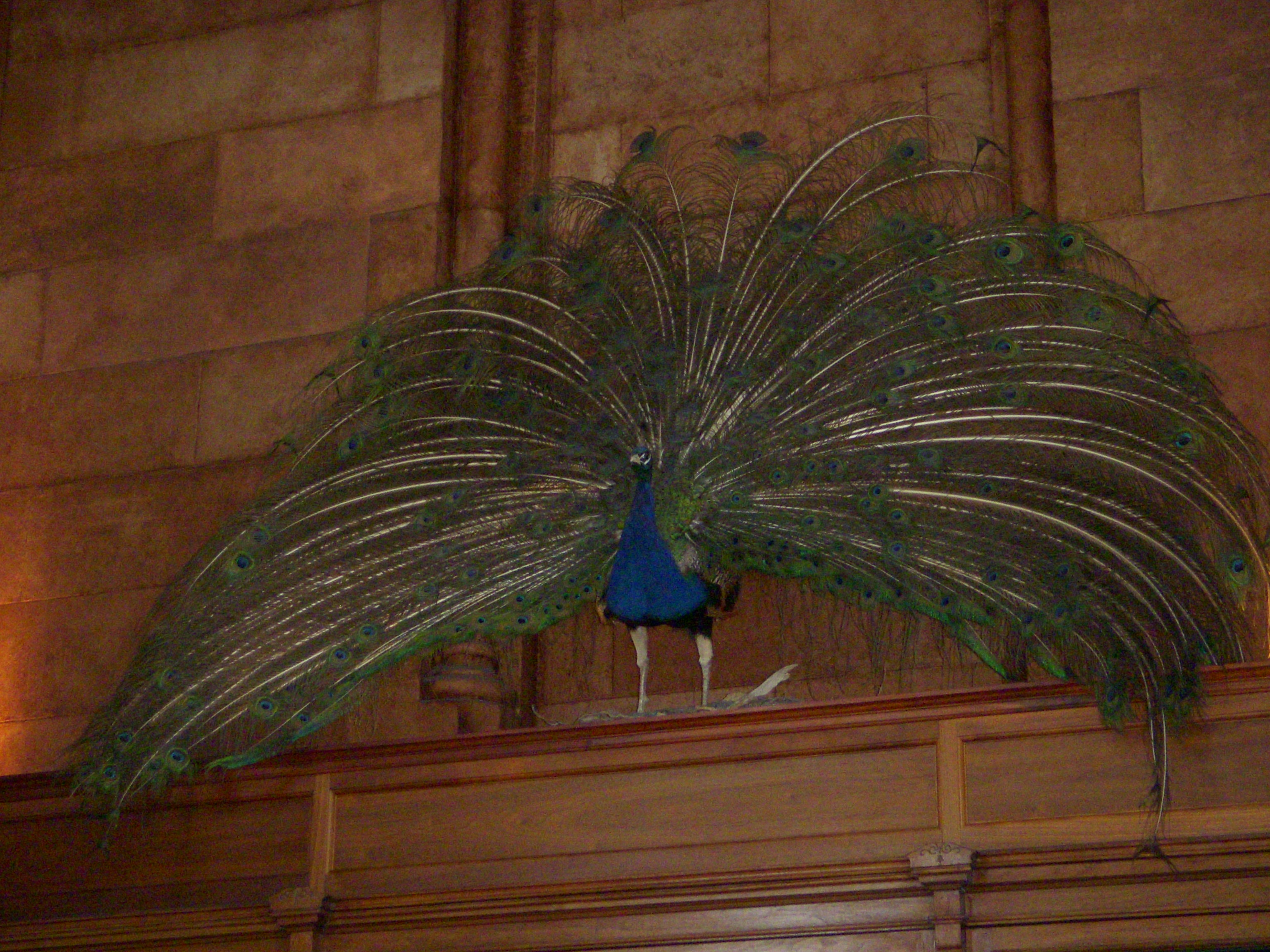
展示的孔雀标本
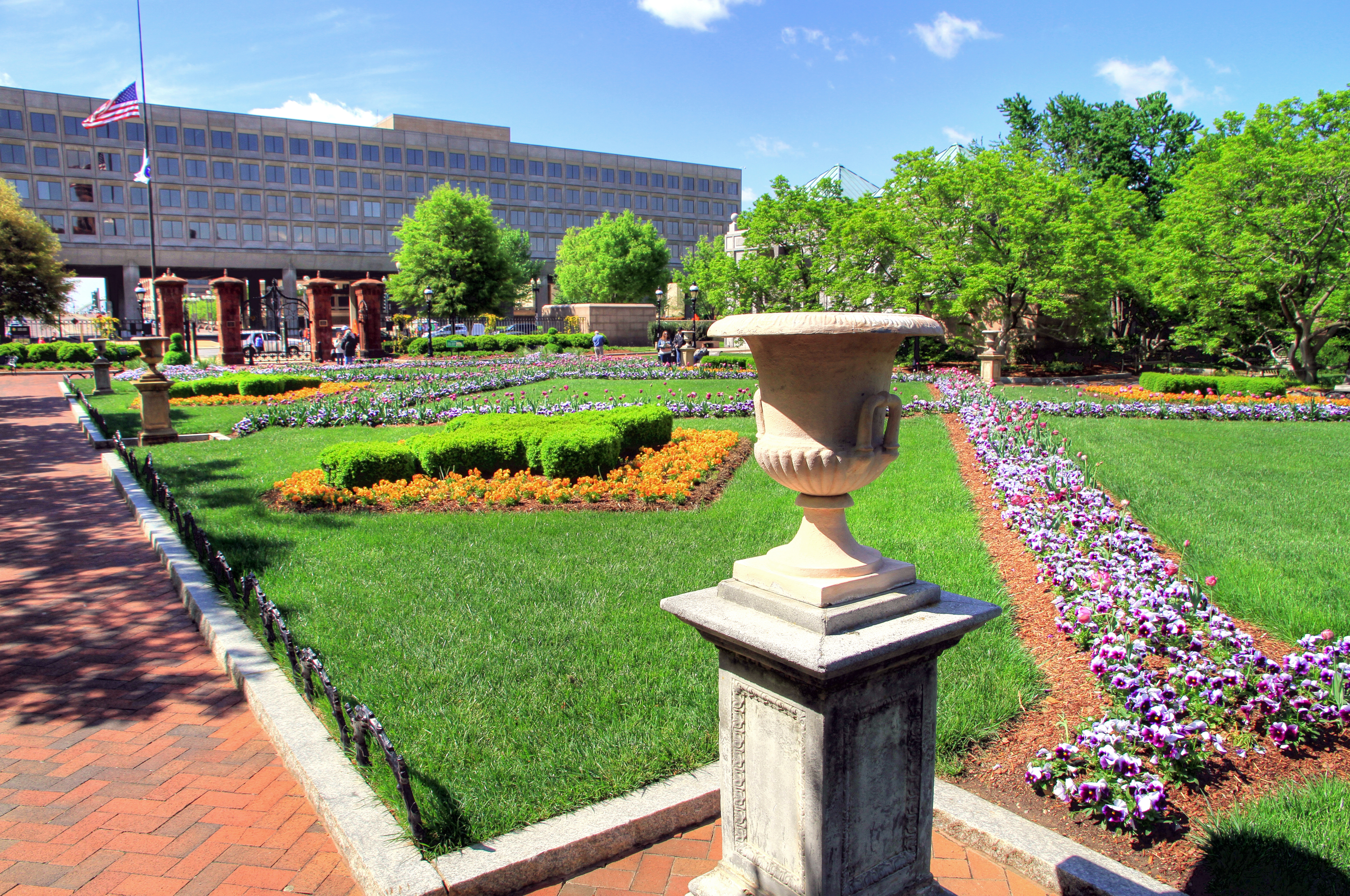
艾尼德·豪普特花园

## 脚注
1. ↑  . National Register of Historic Places. National Park Service. January 23, 2007  [2017-02-03]. （原始内容存档于2012-10-10）.
2. 1 2  . National Historic Landmark summary listing. National Park Service.   [May 10, 2009]. （原始内容存档于2009-03-08）.
3. 1 2 3 4 5 6  Morton, W. Brown III.  (PDF). National Park Service. February 8, 1971  [May 11, 2009].
4. 1 2 3  Scott, Pamela; Lee, Antoinette J. . . New York: Oxford University Press. 1993: 94–96. ISBN 0-19-509389-5.
5. 1 2  Peck, Garrett. . Charleston, SC: The History Press. 2013: 42–56. ISBN 978-1609499297.
6. ↑  Auslander, Mark. . Southern Spaces. December 12, 2012  [2017-02-03]. （原始内容存档于2020-12-19）.
7. ↑  Peck, Garrett. . Charleston, SC: The History Press. 2013: 122–126. ISBN 978-1609499297.
8. ↑  . Histories of the Smithsonian Institution's Museums and Research Centers. Smithsonian Institution.   [May 11, 2009]. （原始内容存档于2012年2月13日）.

## 延伸阅读
- Auslander, Mark, "Enslaved Labor and Building the Smithsonian: Reading the Stones （页面存档备份，存于）," Southern Spaces, December 12, 2012.